# Лапуша
Лапуша — река в России, протекает в Валдайском районе Новгородской области. Река вытекает из озера Тагрань и впадает в озеро Ситно, из которого вытекает река Ситная. Длина реки составляет 5 км. Река пересекает автодорогу М10 у деревни Старая Ситенка Едровского сельского поселения

## Данные водного реестра
По данным государственного водного реестра России относится к Балтийскому бассейновому округу, водохозяйственный участок реки — Мста без реки Шлина от истока до Вышневолоцкого гидроузла, речной подбассейн реки — Волхов. Относится к речному бассейну реки Нева (включая бассейны рек Онежского и Ладожского озера).
Код объекта в государственном водном реестре — 01040200212102000020322.